# Cam Whitmore
Cameron Whitmore (* 8. Juli 2004) ist ein US-amerikanischer Basketballspieler.

## Werdegang
Whitmore spielte an der Archbishop Spalding High School in Severn (US-Bundesstaat Maryland) und tat sich insbesondere dank seiner Schnelligkeit sowie seiner athletischen Spielweise hervor. Zur Saison 2022/23 wechselte er an die Villanova University nach Pennsylvania und nahm in dieser Spielzeit an 26 Partien teil, in denen er Mittelwerte von 12,5 Punkten sowie 5,3 Rebounds erreichte. Zwischen Anfang Oktober und Anfang Dezember 2022 kam Whitmore wegen eines Eingriffs am Daumen der rechten Hand nicht zum Einsatz. Im April 2023 ließ er verlauten, die Villanova University am Ende der Saison 2022/23 zu verlassen, um am Draftverfahren der National Basketball Association (NBA) im Juni 2023 teilzunehmen. Ihm wurde in mehreren Vorschauranglisten in Aussicht gestellt, als einer der ersten zehn Spielern ausgewählt zu werden. Das geschah nicht, die Houston Rockets sicherten sich die Rechte an Whitmore an 20. Stelle.
Im Juli 2025 wurde er von den Texanern an die Washington Wizards abgegeben.

### Nationalmannschaft
Mit der U18-Nationalmannschaft seines Heimatlandes wurde er 2022 Amerikameister dieser Altersklasse und als bester Spieler des Turniers ausgezeichnet.